# مستعر أعظم 1054
المستعر الأعظم 1054 المعروف اختصارًا باسم م أ 1054 هو مستعر أعظم شوهد على نطاق واسع على الأرض في العام 1054. تم تسجيلها من قبل الفلكيين الكوريين والصينيين واليابانيين والأمريكيين الأصليين والهنود ، والفرس والعرب . وصف بأنه لامع بشكل مرئي في وضح النهار لمدة 23 يوما، وكان واضحا في سماء الليل مدة 653 يوما. وهو سلف نباض السرطان ضمن سديم السرطان ويقع نجم السلف في مجرة درب التبانة على مسافة 6300 سنة ضوئية وانفجر النجم السلف عنما انتهى وقوده من الهيدروجين وتغلبت قوة الجاذبية على الضغط الإشعاعي فإنكفأ قلب النجم على نفسه بانفجاره كمستعر أعظم مع إلقائه بطبقاته الخارجية الخفيفة في الفضاء.

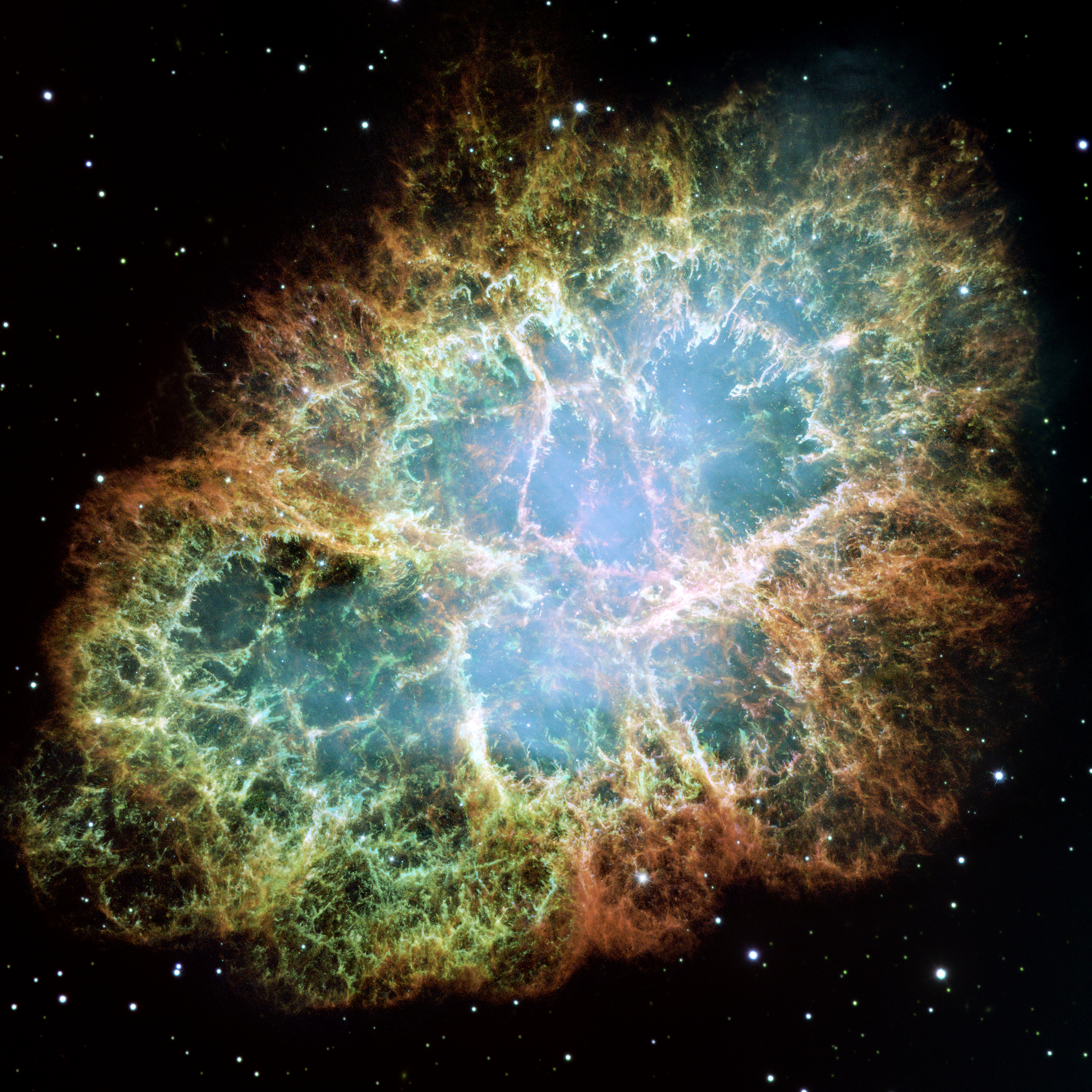
سديم السرطان كما نشاهده حاليا.

يوجد في مركز السديم نجم نيوتروني نشأ عند انفجار النجم السلف وأصبح نباض السرطان . هذا النجم النيوتروني أو نباض السرطان يَبث إشعاعات نبضية مؤلفة من الأشعة السينية وأشعة غاما، ويَدور حول نفسه بسرعة 30.2 دورة في الثانية. سديم السرطان هو أول جرم سماوي عرف بأنه انفجار تاريخي لمستعر أعظم.
ومن المعروف أن بقايا هذا النجم شكلت سديم السرطان ويشار أيضا إلى السديم مسييه 1.
عندما شاهد سكان الأرض انفجار سديم السرطان كان قد مر على انفجاره 6400 سنة، استغرقها الضوء لكي يصل إلى الأرض.